# Wilhelm Saxesen
Friedrich Wilhelm (Reisig) Saxesen (* 23. Januar 1792 auf Gut Oehe; † 29. Juli 1850 in Kiel) war ein Zeichenlehrer, Landschaftsmaler, Stecher und Lithograph. Er fertigte Ansichten des Harzes und der Kieler Förde.

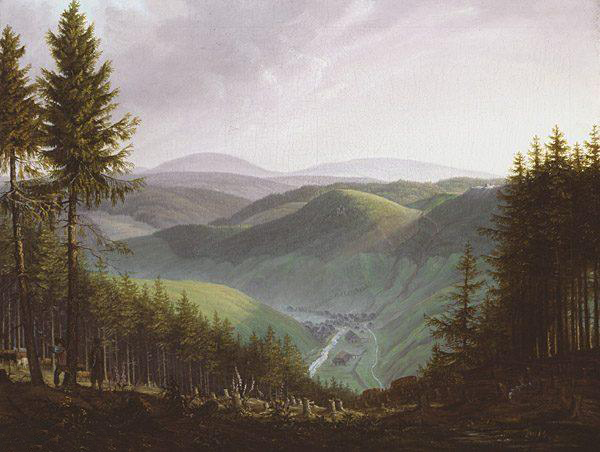
Wilhelm Saxesen: Holzfäller im Harz

## Leben
Saxesen wurde in der Nähe von Kappeln auf Gut Oehe im schleswigschen Teil des dänischen Gesamtstaates geboren. Sein Vater war Regimentsquartiermeister.
1808 bis 1812 absolvierte er eine Lehre als Apotheker in Husum. Von 1813 bis 1820 war er als Apotheker in Oldenburg in Holstein und Schwerin tätig, bevor er seinen alten Beruf aufgab und ging mit Nicolaus Peters aus Flensburg an die Dresdner Akademie, wo er Malerei studierte. Von 1826 bis 1842 war er an der Berg- und Forstschule in Clausthal als Zeichenlehrer tätig, bald darauf auch als Lehrer der Botanik und Naturgeschichte.
1834 fertigte er ein Brocken-Panorama bestehend aus 4 Kupferstichen mit einer Gesamtlänge von 205 cm an, das einen vollständigen Rundumblick von der Spitze des Brockens aus darstellt.
Ebenso schuf Saxesen ein Harz-Panorama, das aus 12 Ölgemälden bestand und das ein Unternehmer namens W. Meyer aus Clausthal in mehreren Städten ausstellte, darunter auch in Kiel, wo Saxesen 1843 ansässig wurde und mehrere Ortsansichten schuf. Saxesen befreundete sich mit dem Landschaftsmaler Charles Ross und starb 1850 völlig unerwartet an der Cholera.

## Werke (Auswahl)
- Eisenach mit der Wartburg (unvollendet), Leinwand, 82 × 114,5 cm, Kunsthalle Kiel
- Holzfäller im Harz (1828), Öl auf Leinwand, 52,5 × 68,5 cm, Kunsthalle Kiel
- Kieler Förde bei Bellevue (um 1849), farbige Kreidelithographie; aus einer Serie mit Ansichten Kiels

## Einzelbelege
1. ↑  Axel Wellner: Der Zeichenlehrer und Naturforscher Friedrich Wilhelm Saxesen. In: Allgemeiner Harz-Berg-Kalender. 2014, S. 55 (Eintrag im Kirchenbuch von Gelting. Nach Wellner alle folgenden (korrigierten) Angaben.).
2. ↑  https://st.museum-digital.de/object/99972 Saxesen, F. W.: Brocken-Panorama oder Aussicht von der Spitze des Brockens mit 4 Kupfertafeln. 34 S. Leske. Leipzig und Darmstadt 1834.

| Personendaten    | Personendaten                                                 |
| ---------------- | ------------------------------------------------------------- |
| NAME             | Saxesen, Wilhelm                                              |
| ALTERNATIVNAMEN  | Saxesen, Friedrich Wilhelm; Saxesen, Friedrich Wilhelm Reisig |
| KURZBESCHREIBUNG | deutscher Maler, Stecher und Lithograph                       |
| GEBURTSDATUM     | 23. Januar 1792                                               |
| GEBURTSORT       | Gut Oehe                                                      |
| STERBEDATUM      | 29. Juli 1850                                                 |
| STERBEORT        | Kiel                                                          |